# Éclipse lunaire du 27 juillet 2018
| Éclipse totale de Lune du 27 juillet 2018           | Éclipse totale de Lune du 27 juillet 2018 |
| --------------------------------------------------- | ----------------------------------------- |
| La Lune passe par le centre de l'ombre de la Terre. |                                           |
| Gamma                                               | 0,1168                                    |
| Magnitude                                           | 1,6087                                    |
| Localisation                                        | Océan Indien, au large de Madagascar      |
| Saros (membre de la série)                          | 129 (38 sur 71)                           |
| Durée (h:min:s)                                     |                                           |
| Totalité                                            | 1 h 42 min 57 s                           |
| Phases partielles                                   | 3 h 54 min 33 s                           |
| Phases pénombrales                                  | 6 h 13 min 48 s                           |
| Contacts (UTC)                                      |                                           |
| P1                                                  | 17:14:49                                  |
| U1                                                  | 18:24:27                                  |
| U2                                                  | 19:30:15                                  |
| Maximum                                             | 20:21:44                                  |
| U3                                                  | 21:13:12                                  |
| U4                                                  | 22:19:00                                  |
| P4                                                  | 23:28:37                                  |
|                                                     |                                           |

L'éclipse lunaire du 27 juillet 2018 est la seconde éclipse de Lune de l'année 2018. Il s'agit d'une éclipse totale ; elle est la deuxième éclipse totale d'une série de trois, se produisant à environ 6 mois d'intervalle. C'est aussi une éclipse totale centrale, la Lune passant par le centre de l'ombre de la Terre. C'est la première éclipse lunaire centrale depuis celle du 15 juin 2011. 
Puisqu'elle se produit lorsque la Lune est proche de l'apogée, il s'agit aussi de la plus longue éclipse lunaire totale du XXIe siècle, avec une phase de totalité de près de 103 minutes.

Cette simulation animée montre l'apparence approximative de la Lune passant dans l'ombre de la Terre durant cette éclipse. La Lune passe par le centre de l'ombre durant cette éclipse totale centrale.

## Visibilité
L'éclipse est visible depuis la totalité de l'océan Indien, qui est tourné vers la Lune lors de cette éclipse. L'Afrique centrale et orientale ainsi que l'Asie centrale assistent à l'intégralité de l'éclipse.
L'Amérique du Sud, le nord-ouest de l'Afrique et l'Europe voient les différentes phases de cette éclipse après le coucher du Soleil.
Les premières phases de l'éclipse sont visibles depuis l'Asie du Sud-Est et l'Australie, aux premières heures du matin (local), avant le lever du Soleil.
| La Terre vue de la Lune lors du maximum de l'éclipse. | Carte de visibilité. |

## Observations

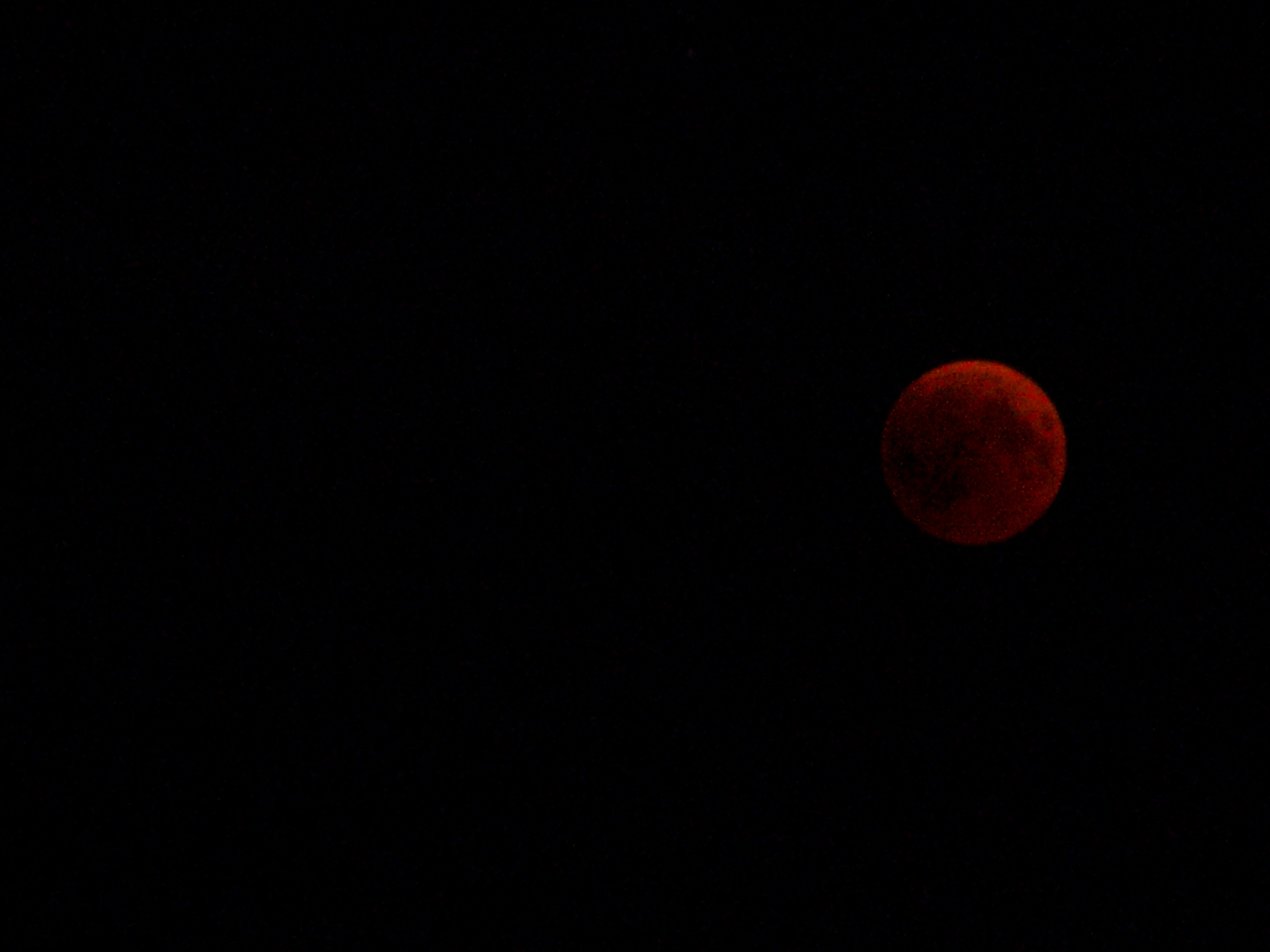
Lune rouge vue de Bączal Górny, Pologne.
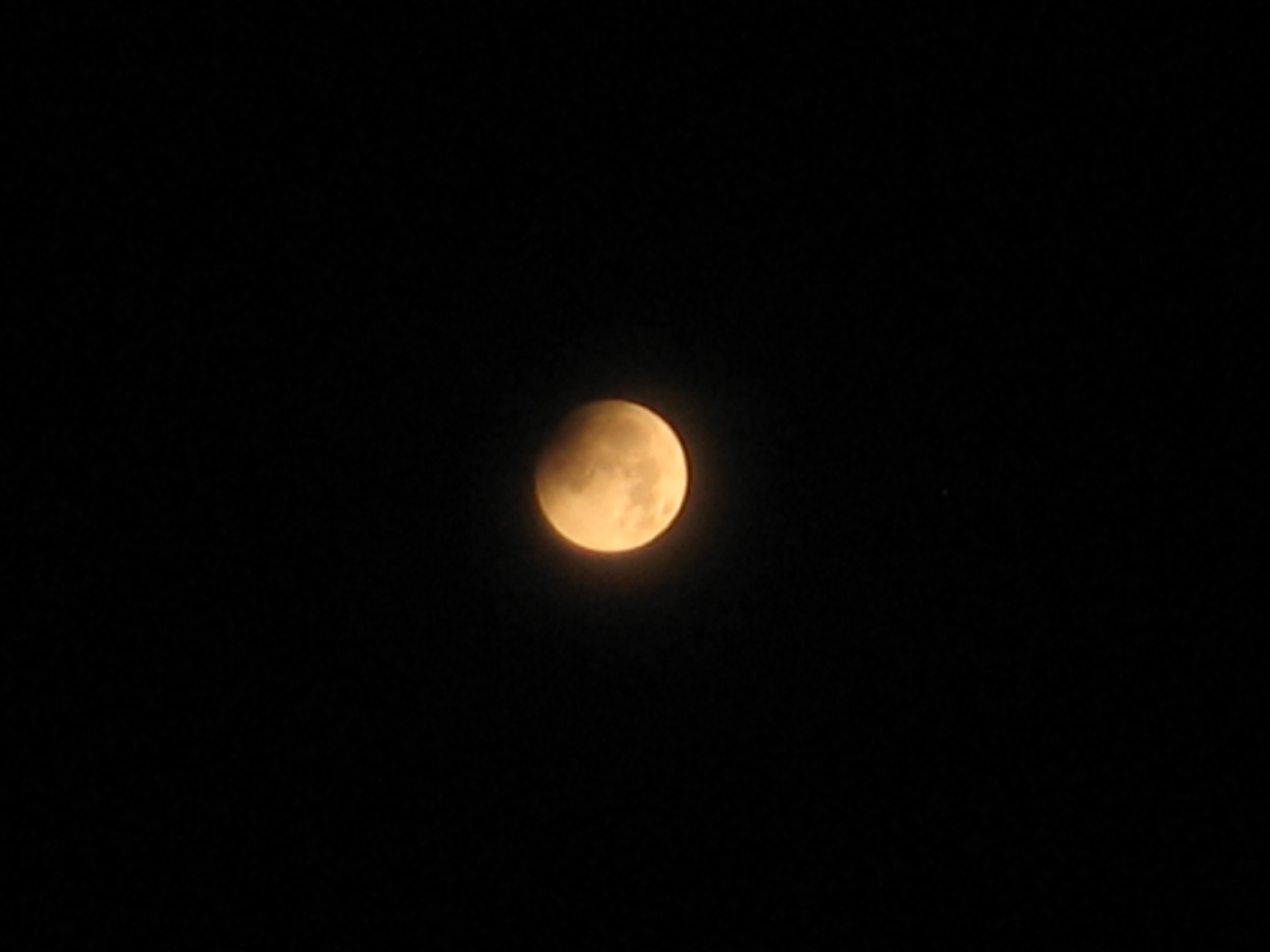
Éclipse partielle vue de Nankin à 18 h 25 UTC.
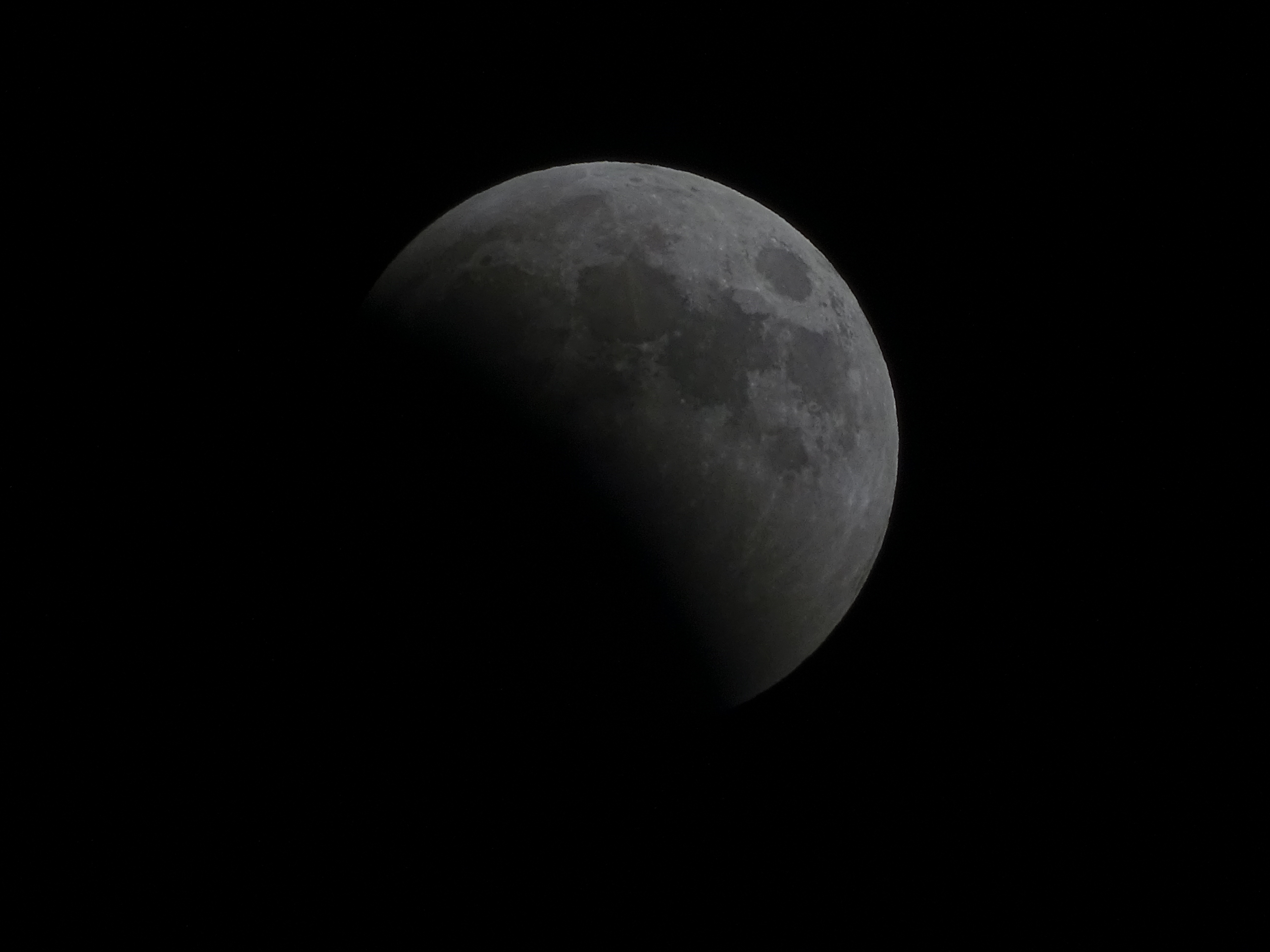
Début de l'éclipse à 18 h 52 UTC vue à Athènes.
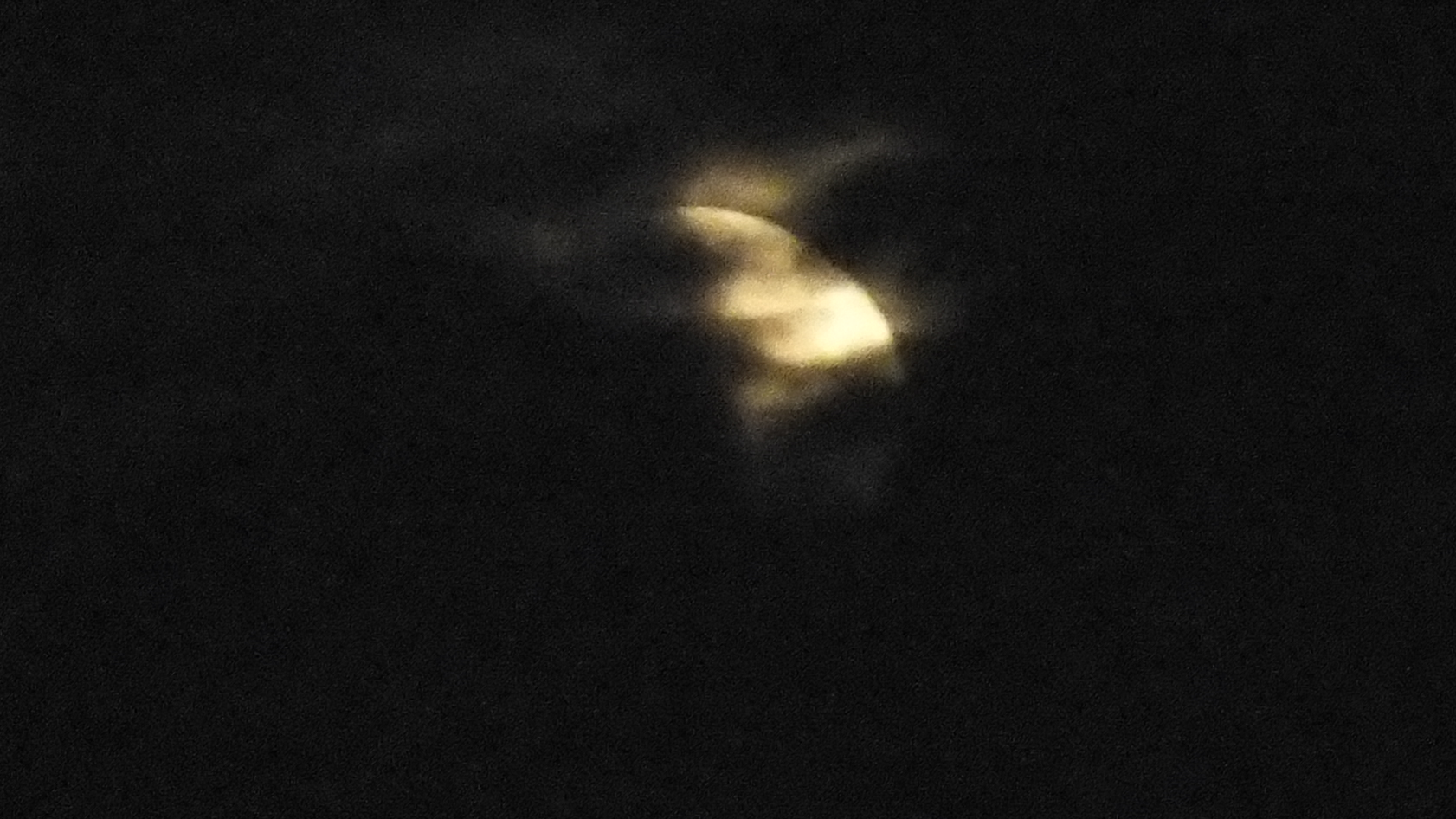
Éclipse vue de Moscou à 19 h 12 UTC.
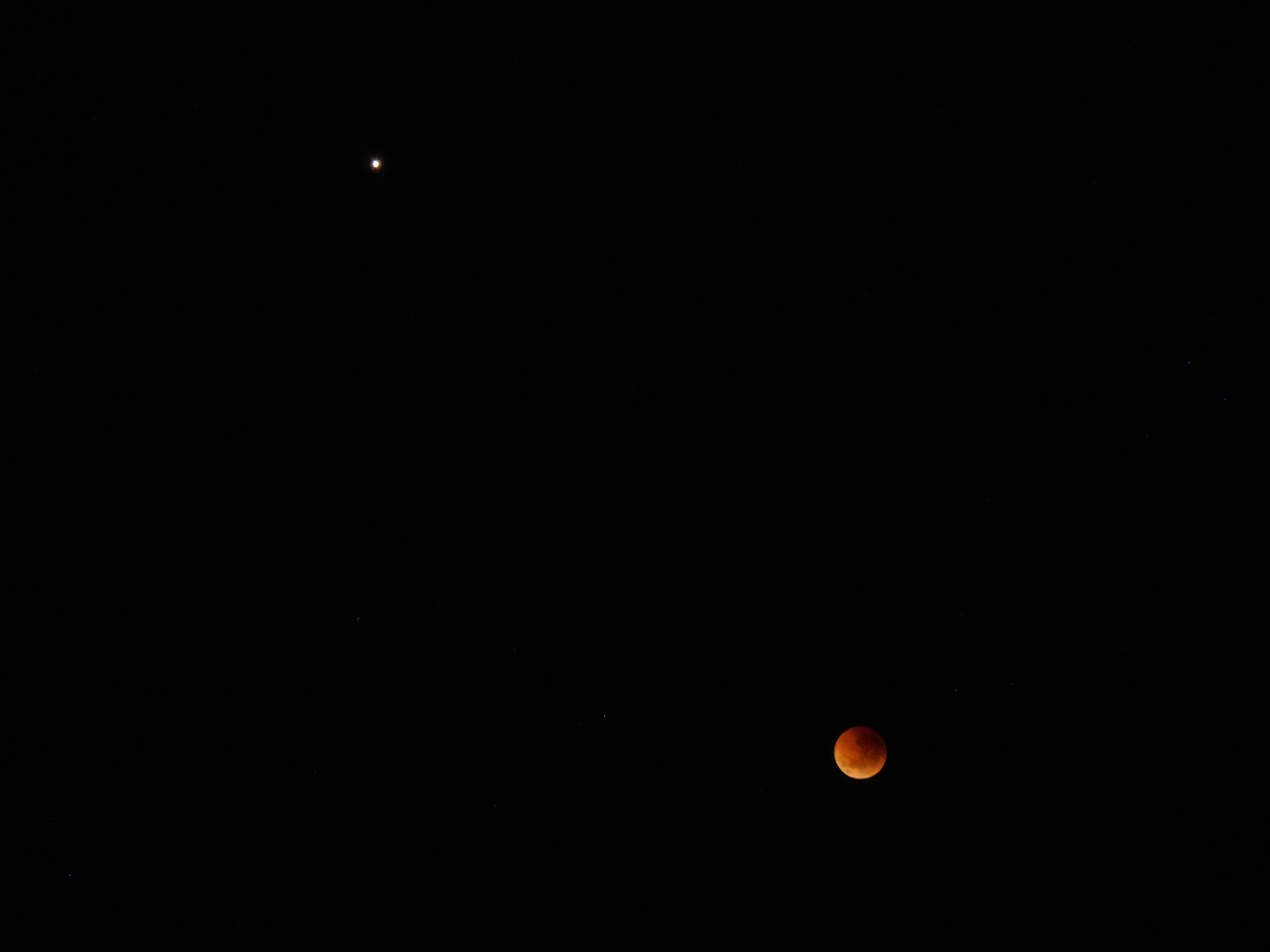
Éclipse et Mars vues de Chelsea (banlieue de Melbourne), Australie à 5 h 48 AEST (UTC+10).
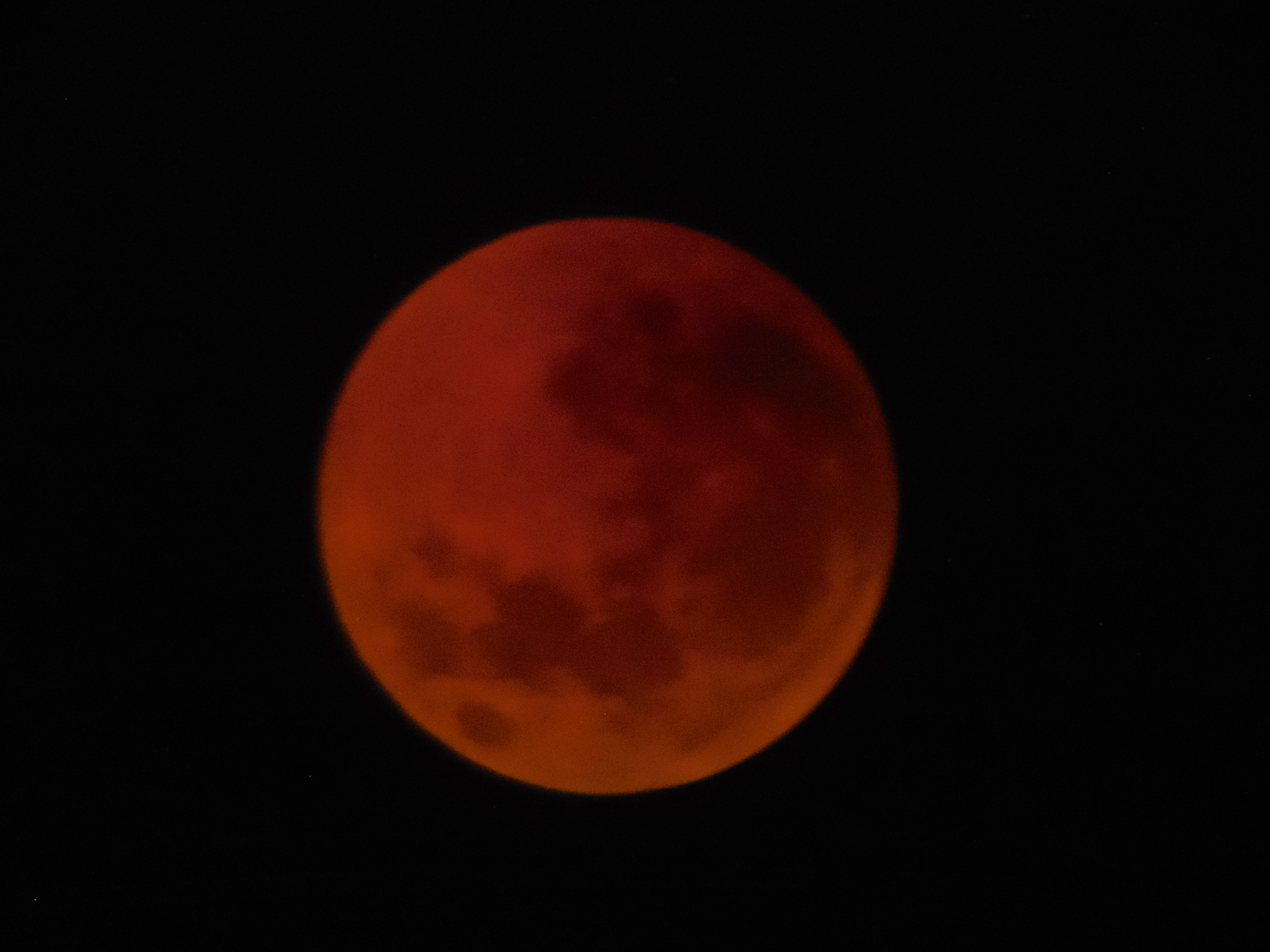
Éclipse vue de Chelsea à 6 h 7 AEST (UTC+10).
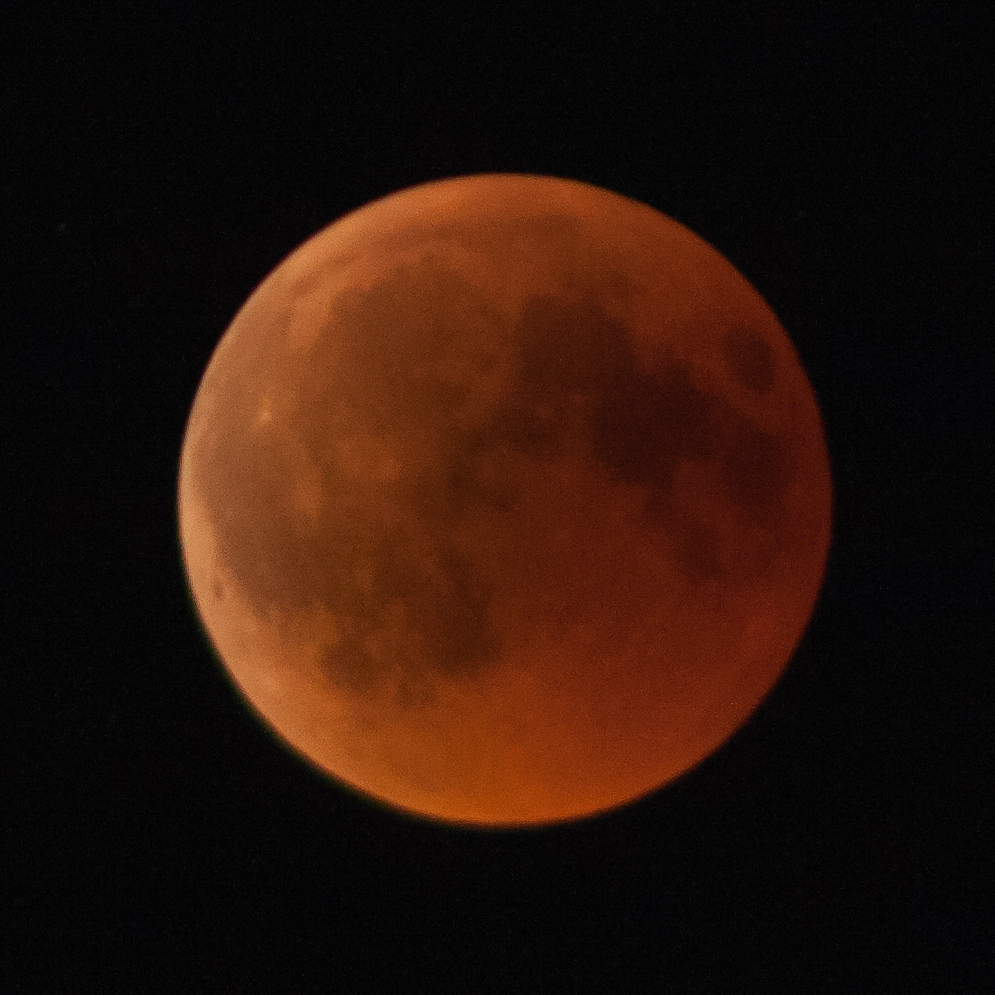
Lune rouge vue de Lonsee en Allemagne à 20 h 53 UTC.
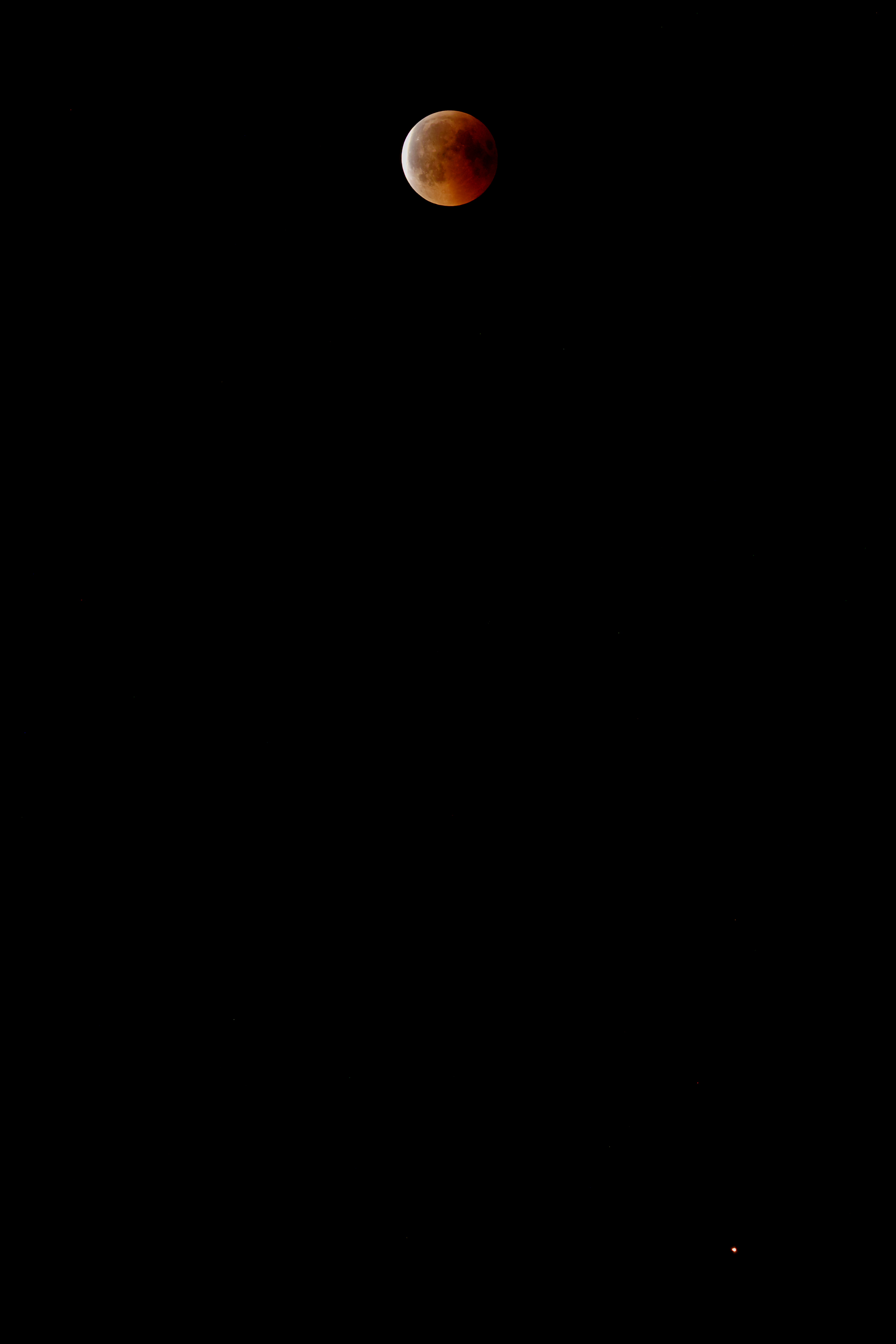
Lune rouge quelques minutes après la totalité avec Mars vue de Berlin en Allemagne à 21 h 18 UTC.
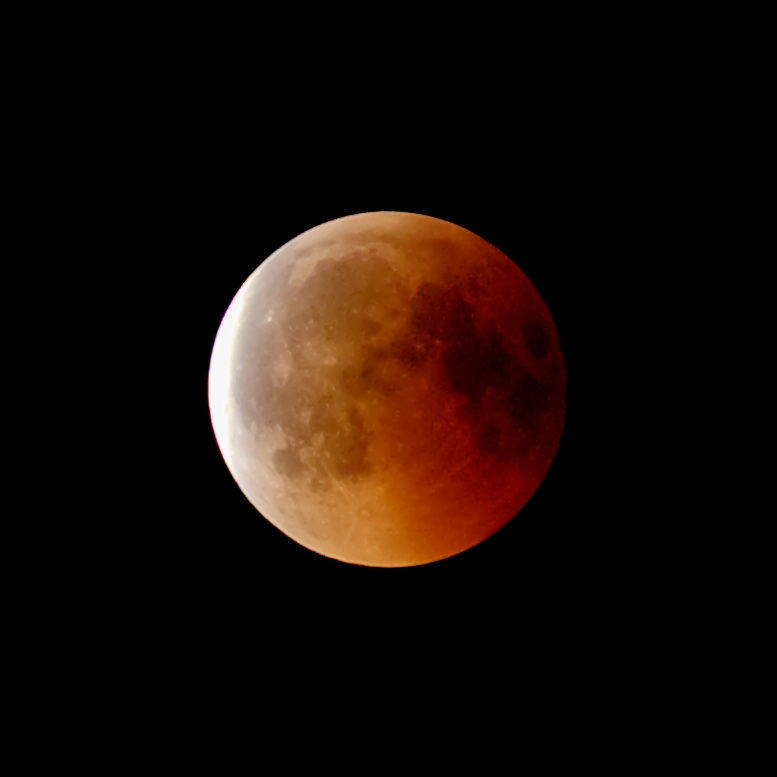
Lune rouge quelques minutes après la totalité vue de Berlin à 21 h 18 UTC.
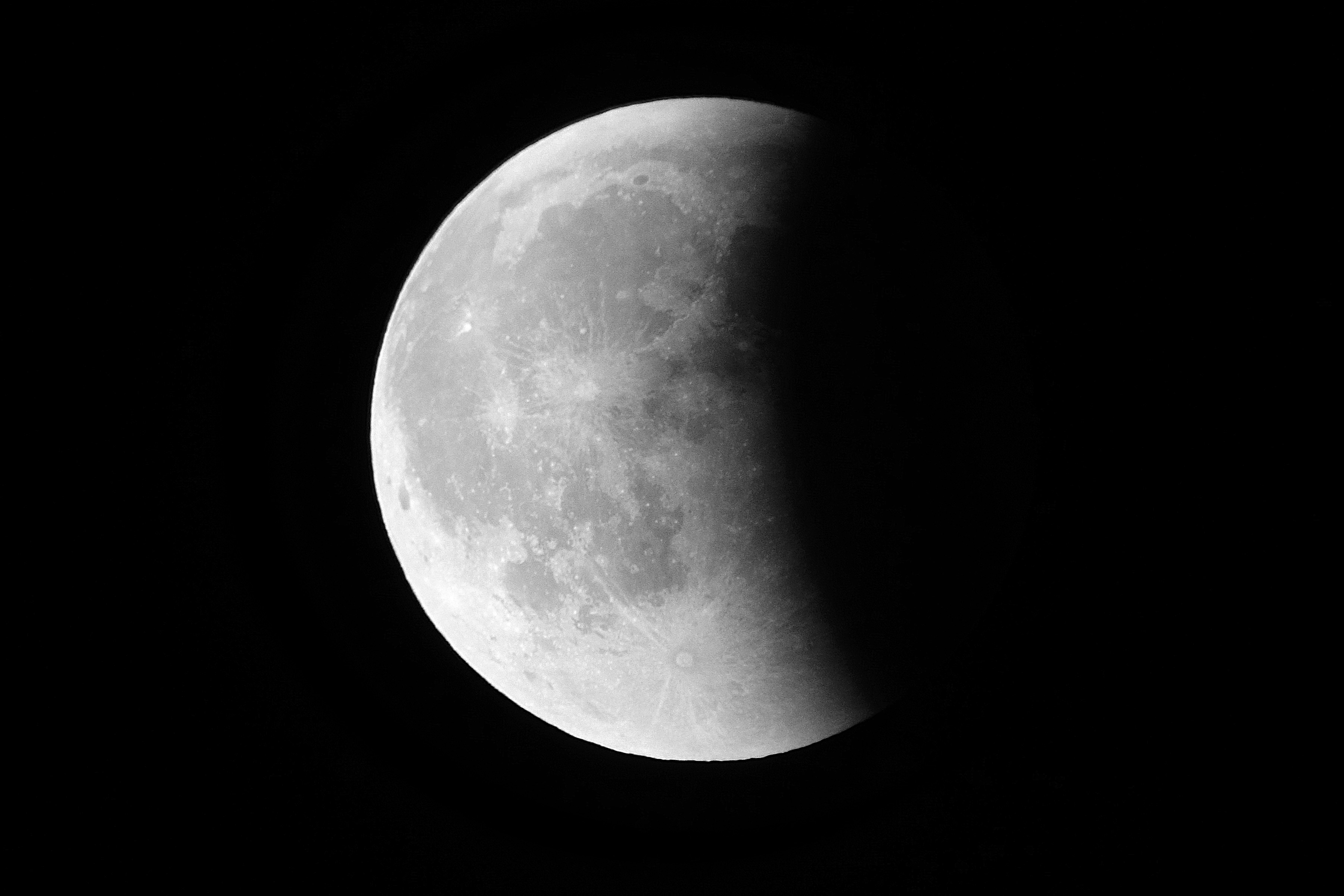
La phase finale de l'éclipse au-dessus de Concoret en Bretagne à 23 h 53 UTC.
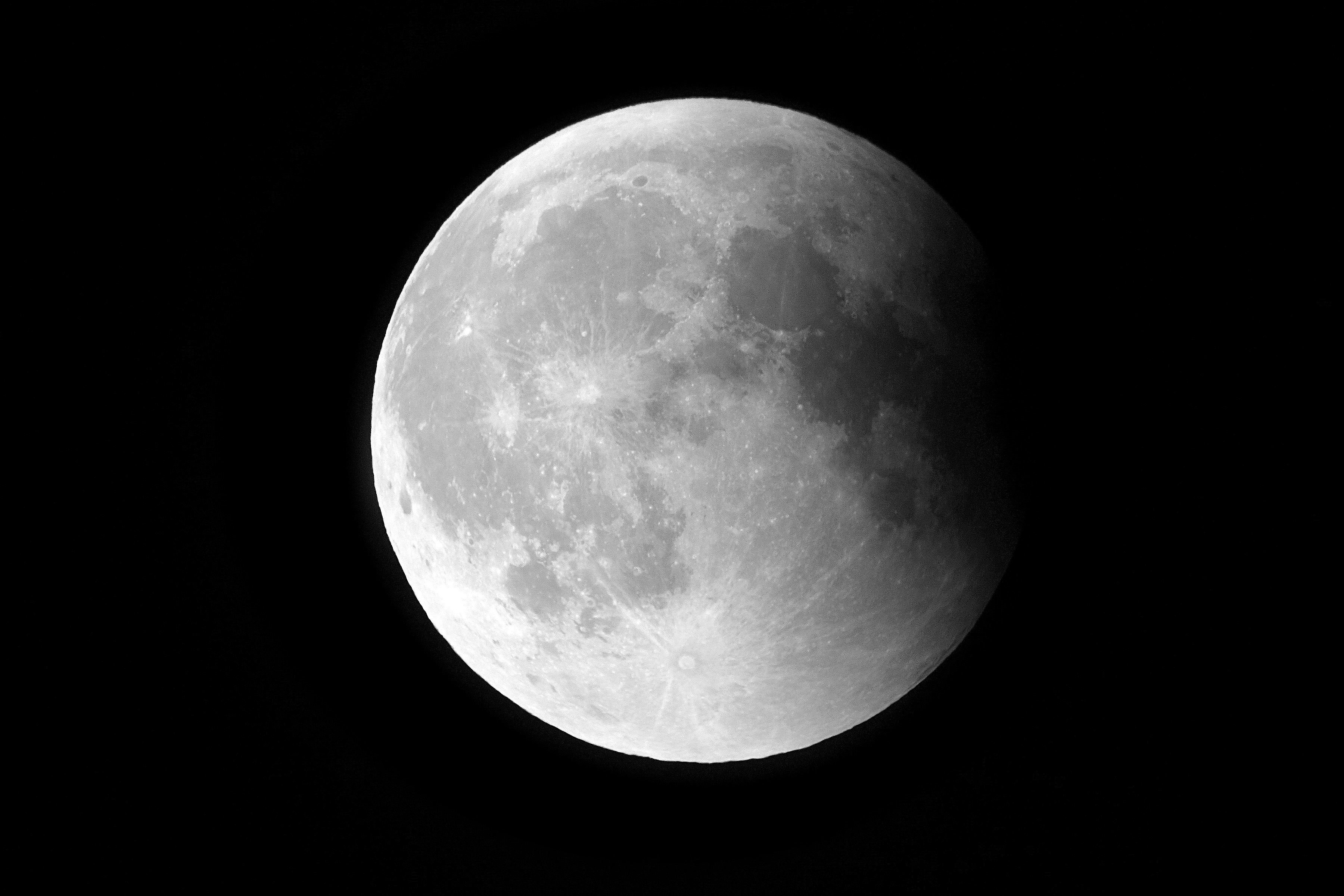
La fin de l'éclipse au-dessus de Concoret] à 0 h 14 UTC le 28 juillet 2018.